# هنري دافيدز
هنري دافيدز هو مبارز بالسيف من المملكة المتحدة، مثّل بلاده في الألعاب الأولمبية الصيفية 1908.

## روابط رياضية
هنري دافيدز على موقع أوليمبيديا (الإنجليزية)